# Das drohende Unheil
Das drohende Unheil ist der Titel einer von Helmuth Groscurth (Abteilungsleiter im Amt Ausland/Abwehr), Erich Kordt (Chef der Ministerbüros im Auswärtigen Amt) und Hasso von Etzdorf im Oktober 1939 während ihrer Tätigkeiten im Oberkommando des Heeres (OKH) in Wünsdorf bei Zossen verfassten Denkschrift, in der sie die militärische Führung zum Sturz Adolf Hitlers aufriefen. Unmittelbar nach Ende des Überfalls auf Polen warnten sie vor dem bereits geplanten Überfall auf die Niederlande, Belgien und Luxemburg und analysierten dessen Konsequenzen, die in ihren Augen schlussendlich ein „Ende Deutschlands“ bedeutet hätten.

## Inhalt
Inhaltlich warnten sie vor drohenden militärischen Problemen, dem Widerstandswillen Frankreichs, dem befürchteten Eintritt der Vereinigten Staaten in den Krieg, fehlendem Kriegsmaterial bei unerschöpflichen Ressourcen des Gegners, eigener Wirtschaftsschwächung durch erschwerten Handel mit neutralen Staaten und moralischen Folgen, worauf sie zum Sturz der Regierung Hitler aufriefen. Ebenso wurden Gegenargumente zu möglichen Einwänden und eine Neuordnung der Reichsgewalt skizziert.

## Verbreitung und Nachwirkungen
Das Dokument wurde sowohl im OKH selbst als auch bei den höheren Truppenführern sowie an der Front verbreitet. Am 19. Oktober 1939 wurde die Schrift an die späteren Widerstandskämpfer General (i. R.) Ludwig Beck und General Carl-Heinrich von Stülpnagel (Stellvertreter des Generalstabschefs) übergeben. Über von Stülpnagel gelangte die Schrift auch an Becks Nachfolger als Generalstabschef des Heeres, Generaloberst Franz Halder. Aus einer Erklärung Halders vom 8. März 1952 geht hervor, dass er die Denkschrift kannte und mit von Etzdorf und Beck im Januar 1940 besprochen und ihren Wert anerkannt hatte. Sie wurde im Anschluss auch dem Oberbefehlshaber des Heeres Walther von Brauchitsch zur Kenntnis gebracht und kann somit als eine Quelle für den von Hitler als „Geist von Zossen“ bezeichneten anfänglichen Widerstand der Wehrmacht gegen den geplanten Westfeldzug gesehen werden. Von Brauchitsch versuchte in einem Treffen mit Hitler am 5. November 1939 letztmalig erfolglos, Hitler von dessen Angriffsplänen abzubringen. Er brach die Verbindung zum Widerstand in der Folge ab, und die Denkschrift verhallte weitestgehend ungehört.
Von Brauchitsch schöpfte allerdings den Verdacht, Hitler könnte von den Umsturzplänen erfahren haben, worauf die Beteiligten begannen, die Papiere zu vernichten und sonstige Spuren des Plans zu verwischen. Groscurth versteckte die wichtigsten Teile der Denkschrift auf dem Gut seines Schwiegervaters in Holstein, wo das Original 1945 von den Alliierten entdeckt wurde. Es gelangte so zuerst ins State Department in Washington und befindet sich heute in den National Archives der Vereinigten Staaten.